# Hofzeile (Wien)
Die Hofzeile im 19. Wiener Gemeindebezirk (Döbling) ist gut 490 Meter lang. Sie verbindet die Billrothstraße mit der Döblinger Hauptstraße. Sie liegt im Bezirksteil Oberdöbling. Die Hofzeile beinhaltet die Bildungsanstalt für Elementarpädagogik Maria Regina und deren Gymnasium. Außerdem hat sie eine Seitengasse, die Vormosergasse.

## Geschichte
Die Hofzeile ist der begradigte Rest einer spätmittelalterlichen Zeilensiedlung, des ehemaligen Ortskerns des 1114 erstmals urkundlich erwähnten Oberdöbling. Im 18. Jahrhundert entstanden an der Straße Landhäuser, vor allem das Maria-Theresien-Schlössel (Nr. 18–20).
Nach der ab 1892 wirksamen Eingemeindung Döblings nach Wien erhielt die Straße, die bis dahin verschiedene Namen (Bachzeile, Kirchenzeile, Grinzinger Weg bzw. Gasse, zuletzt Herrengasse) getragen hatte, durch Beschluss des Stadtrats vom 18. Juli 1894 den heutigen Namen Hofzeile.

## Beschreibung
Die Hofzeile beginnt (folgend der Nummerierung der Häuser) an der Kreuzung mit der Billrothstraße und der Silbergasse und verläuft von dort aus weitgehend gerade in östlicher Richtung bis zur Döblinger Hauptstraße. Sie führt dabei in Hanglage entlang des Tals der Krottenbachs; vor allem im ersten Drittel ist deutlich zu erkennen, dass das an der nördlichen Seite der Hofzeile gelegene Gelände tiefer liegt als das Straßenniveau. Vom Kardinal-Innitzer-Platz führt eine Treppenanlage hinunter zu der im Tal gelegenen Seleskowitschgasse. Im weiteren Verlauf ist der Abhang durch überwiegend moderne (d. h. nach dem Zweiten Weltkrieg entstandene) Gebäude überbaut.
Am Beginn der Straße (Identanschrift: Silbergasse 2) liegt linker Hand das Kirchengebäude der Kirche Jesu Christi der Heiligen der Letzten Tage, während auf der gegenüber liegenden Straßenseite sich das erste Gebäude (Nr. 2, ein Gründerzeitbau) oberhalb einer Stützmauer erhebt. Daran schließen sich ein weiteres (Nr. 4) sowie ein aus dem Biedermeier stammendes Gebäude (Nr. 6) an, während das Haus an der nördlichen Seite ein Neubau ist. Anschließend weitet sich die Straße zum Kardinal-Innitzer-Platz (seit 1985 benannt nach Theodor Kardinal Innitzer), an dessen rechter Seite zurückgesetzt die Döblinger Pfarrkirche steht. Die linke Seite der Hofzeile ist im Bereich des Platzes unverbaut; hier führt die schon erwähnte Stiegenanlage hinunter ins Tal des Krottenbachs. Am Ende des Platzes zweigt nach rechts die Vormosergasse ab.
Danach führt die Hofzeile in einem leichten Links-rechts-Schwenk, nun beidseits modern mit Wohnhäusern verbaut, weiter Richtung Osten. An der Nordseite befindet sich im einzigen historischen Gebäude dieser Straßenseite (Nr. 13) die Pakistanische Botschaft.
An der Südseite folgt sodann mit Hausnummer 18–20 das Maria-Theresien-Schlössel, bis 2002 ein neurologisches Krankenhaus, jetzt Sitz der Lauder Business School, und danach der Komplex des Klosters der Schwestern vom armen Kinde Jesus mit dem Clara Fey Campus Maria Regina, der sich bis zur Döblinger Hauptstraße erstreckt und eine Vielzahl von Bildungseinrichtungen (vom Kindergarten bis zur Bildungsanstalt für Elementarpädagogik – diese in einem an der nördlichen Straßenseite gelegenen Neubau – und Gymnasium mit Tagesbetreuung) umfasst. An der Ecke zur Döblinger Hauptstraße springen die Gebäude zurück und umfassen die in den Klosterkomplex einbezogene barocke Johannes-Nepomuk-Kapelle. Eine Gedenkstele mit Porträtbüste erinnert an einen Aufenthalt des Schriftstellers und Freiheitskämpfers Theodor Körner.
Die Hofzeile führt durch ein reines Wohngebiet; es gibt an der Straße keine Ladengeschäfte oder gastronomischen Betriebe. Sie schafft eine untergeordnete Verkehrsverbindung von der Billrothstraße zur Döblinger Hauptstraße; sie weist nur einen aktiven Fahrstreifen auf, wird als Einbahnstraße (in diese Richtung) geführt und es gilt eine Geschwindigkeitsbeschränkung auf 30 km/h. Zugang zu öffentlichen Verkehrsmitteln gibt es an der Kreuzung mit Billrothstraße und Silbergasse (Straßenbahn 38, Autobusse 10A und 35A) sowie in der Döblinger Hauptstraße (Straßenbahn 37), wobei die nächstgelegenen Haltestellen aber 150 bzw. 250 m von der Einmündung der Hofzeile entfernt sind.

## Bilder

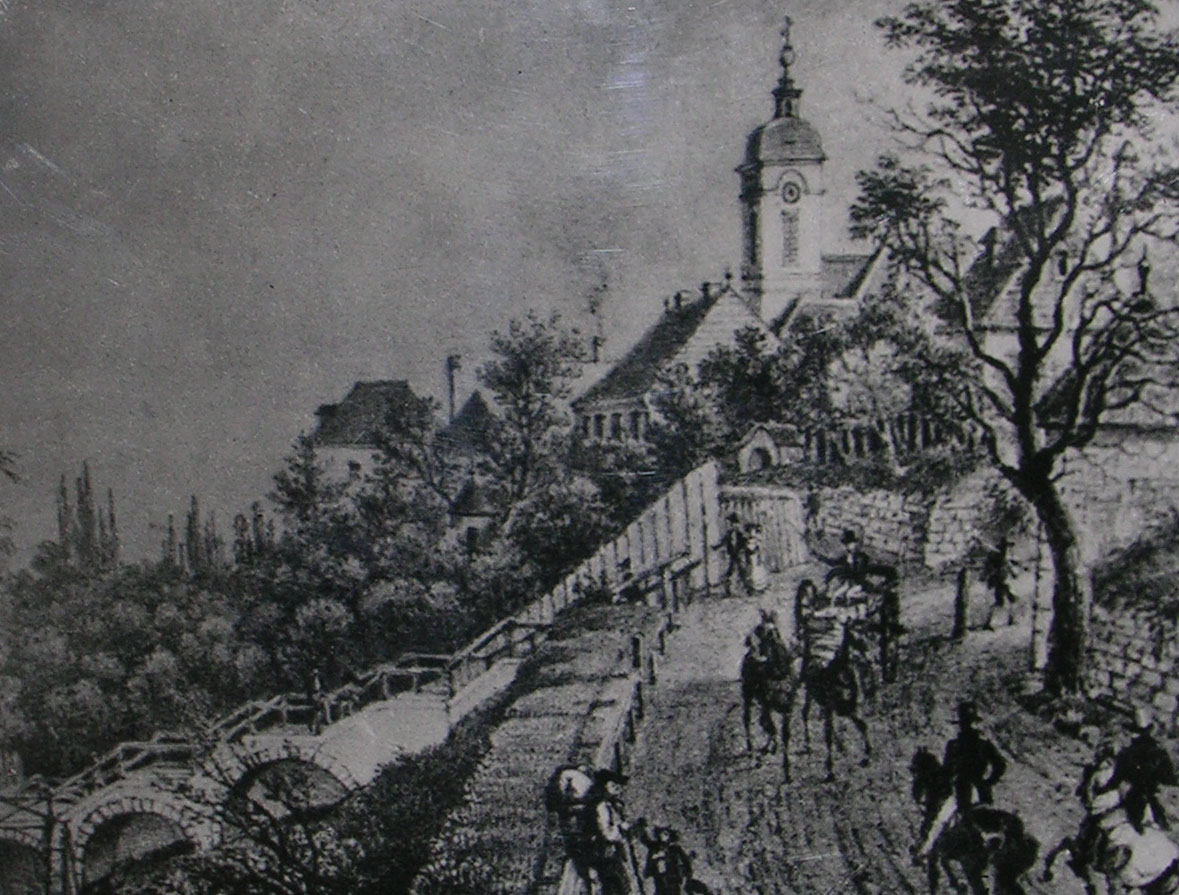
Anfang der Hofzeile 1830: An Stelle der (heutigen) Silbergasse führt eine Treppenanlage nach links hinunter ins Tal des Krottenbachs
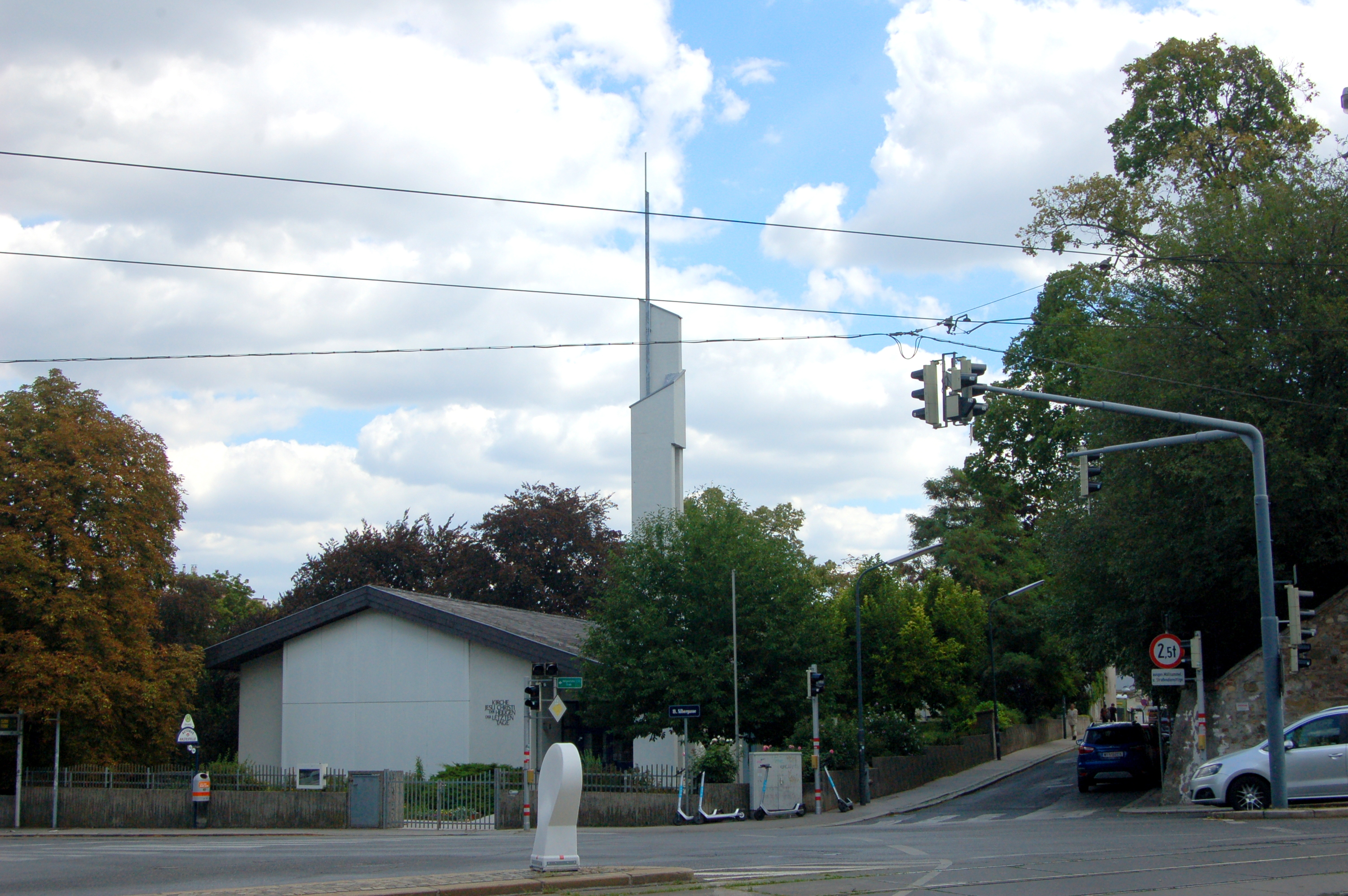
Beginn der Hofzeile (Billrothstraße/Silbergasse) mit Kirche Jesu Christi der Heiligen der Letzten Tage
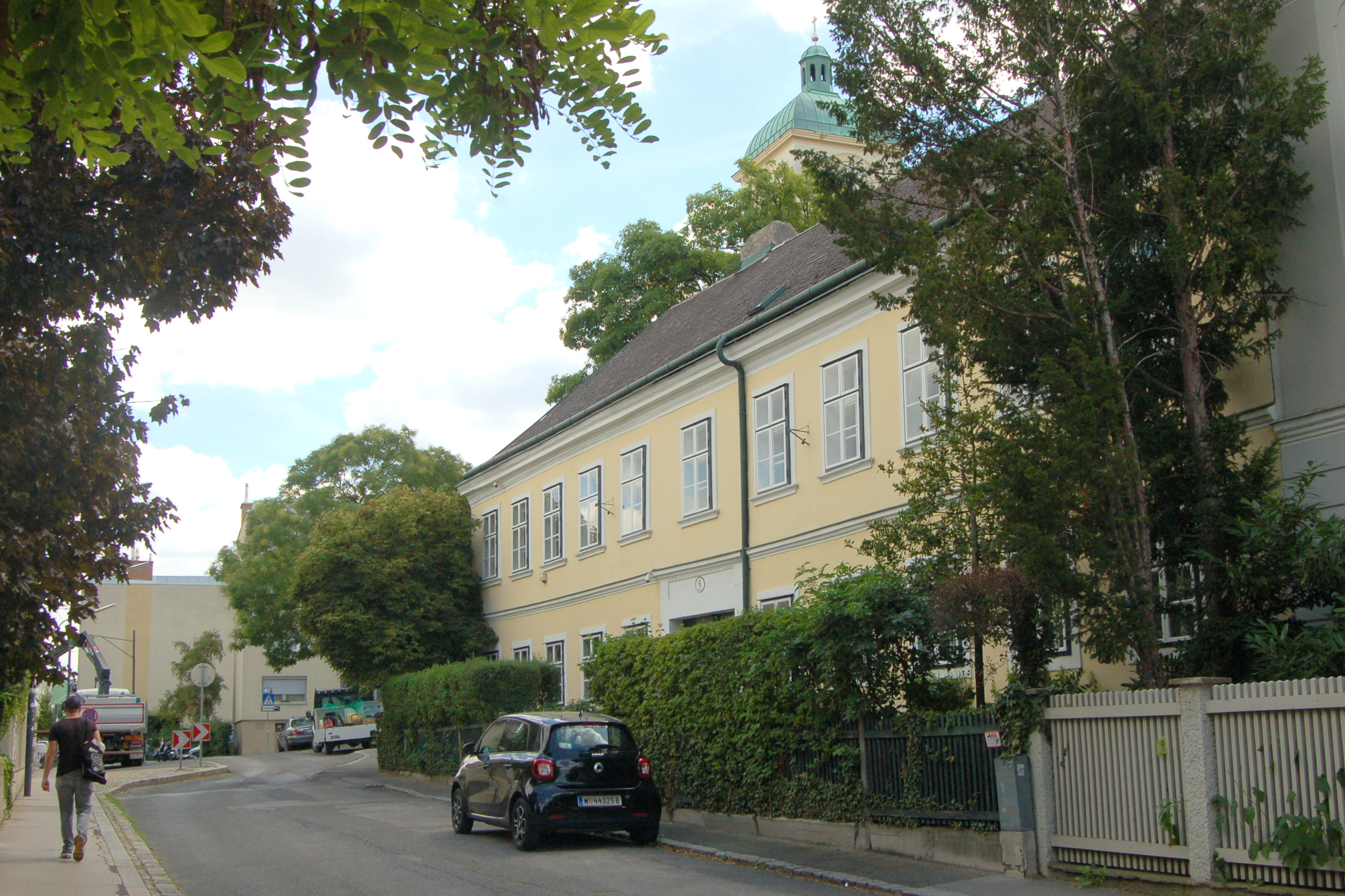
Hofzeile 6
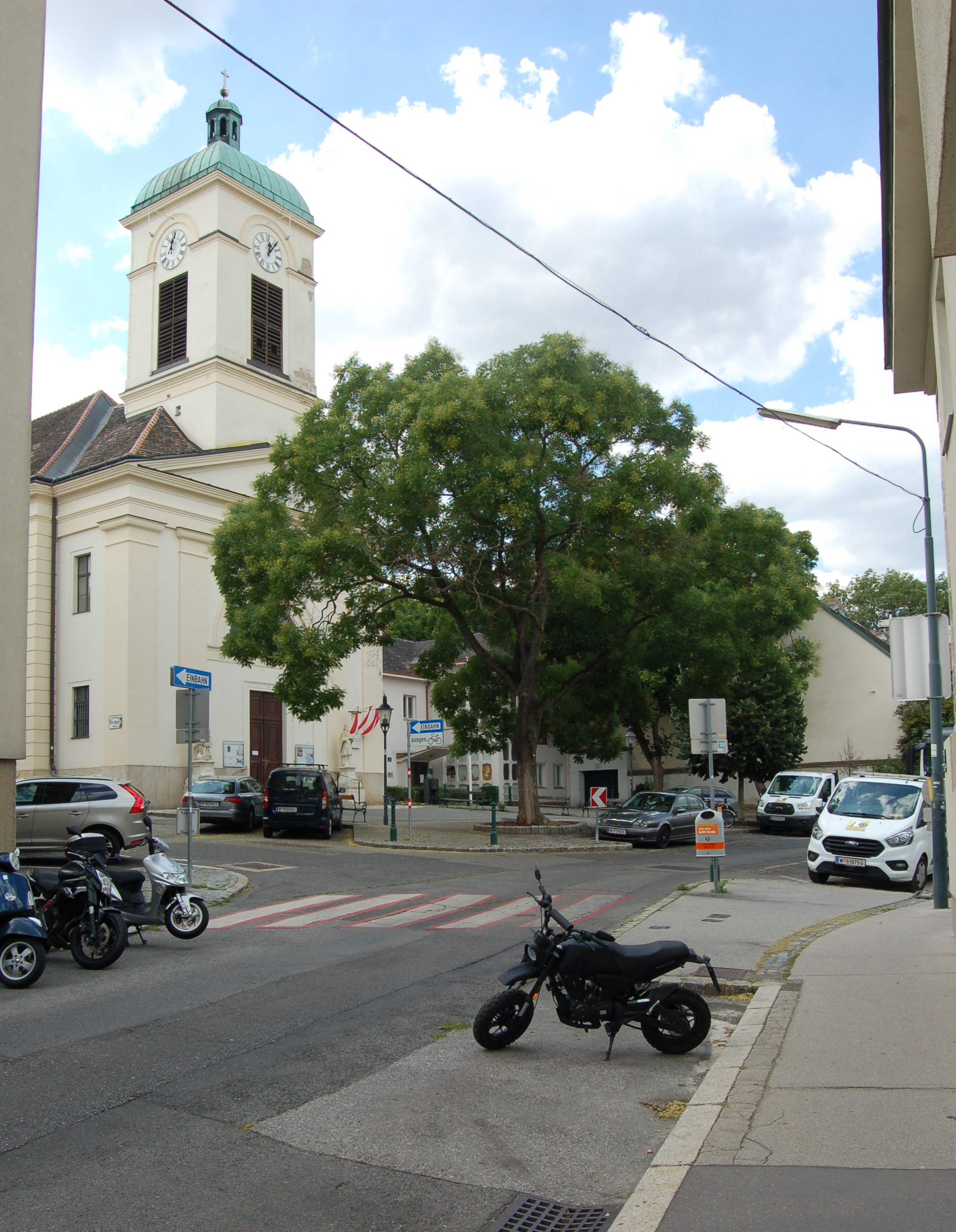
Kardinal-Innitzer-Platz mit Döblinger Pfarrkirche
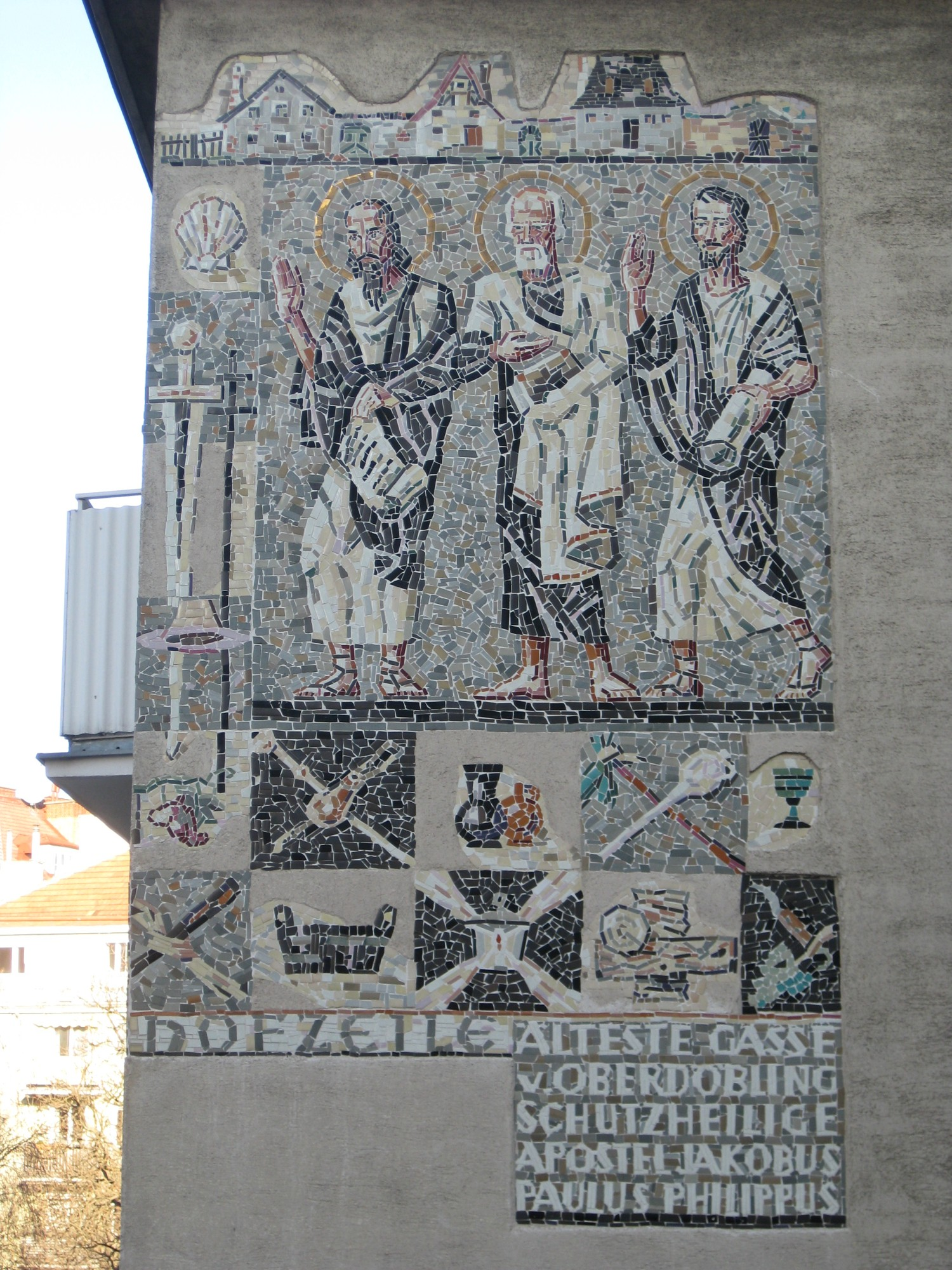
Kunst am Bau: Mosaik am Haus Hofzeile 7
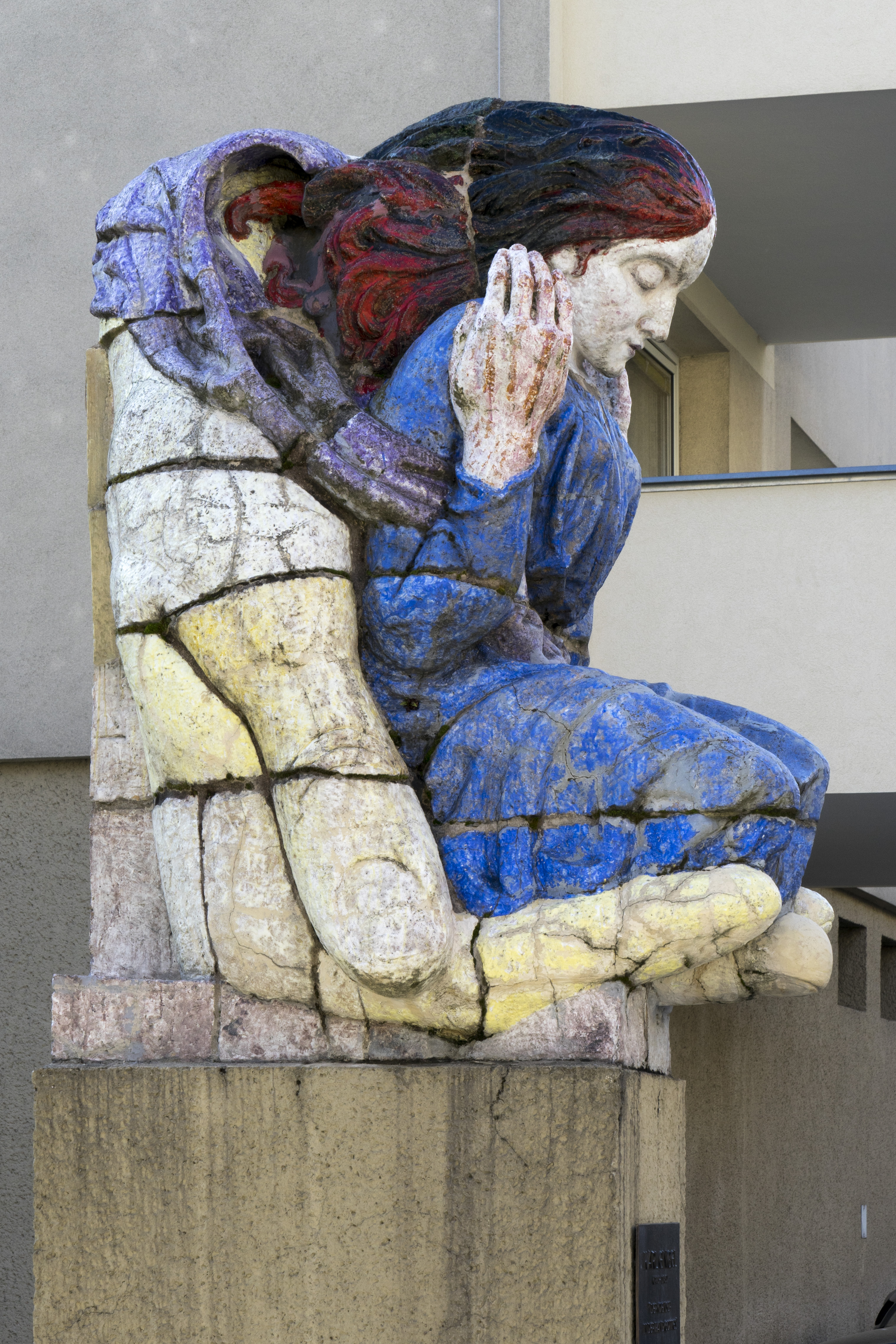
Der Mensch in der Hand Gottes – Skulptur von Karl Engel (Hofzeile 10–12)
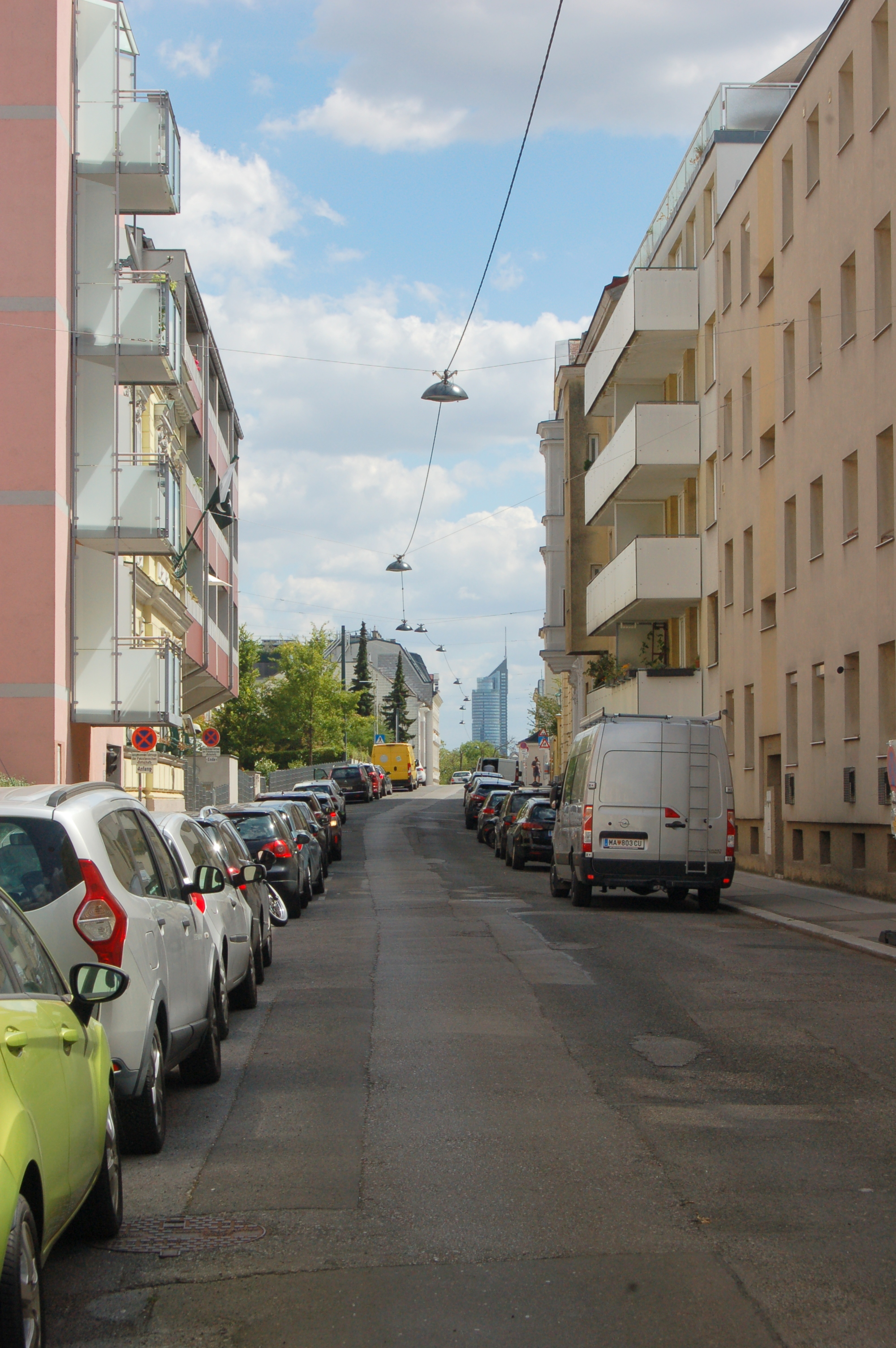
Hofzeile bei Nr. 10–12
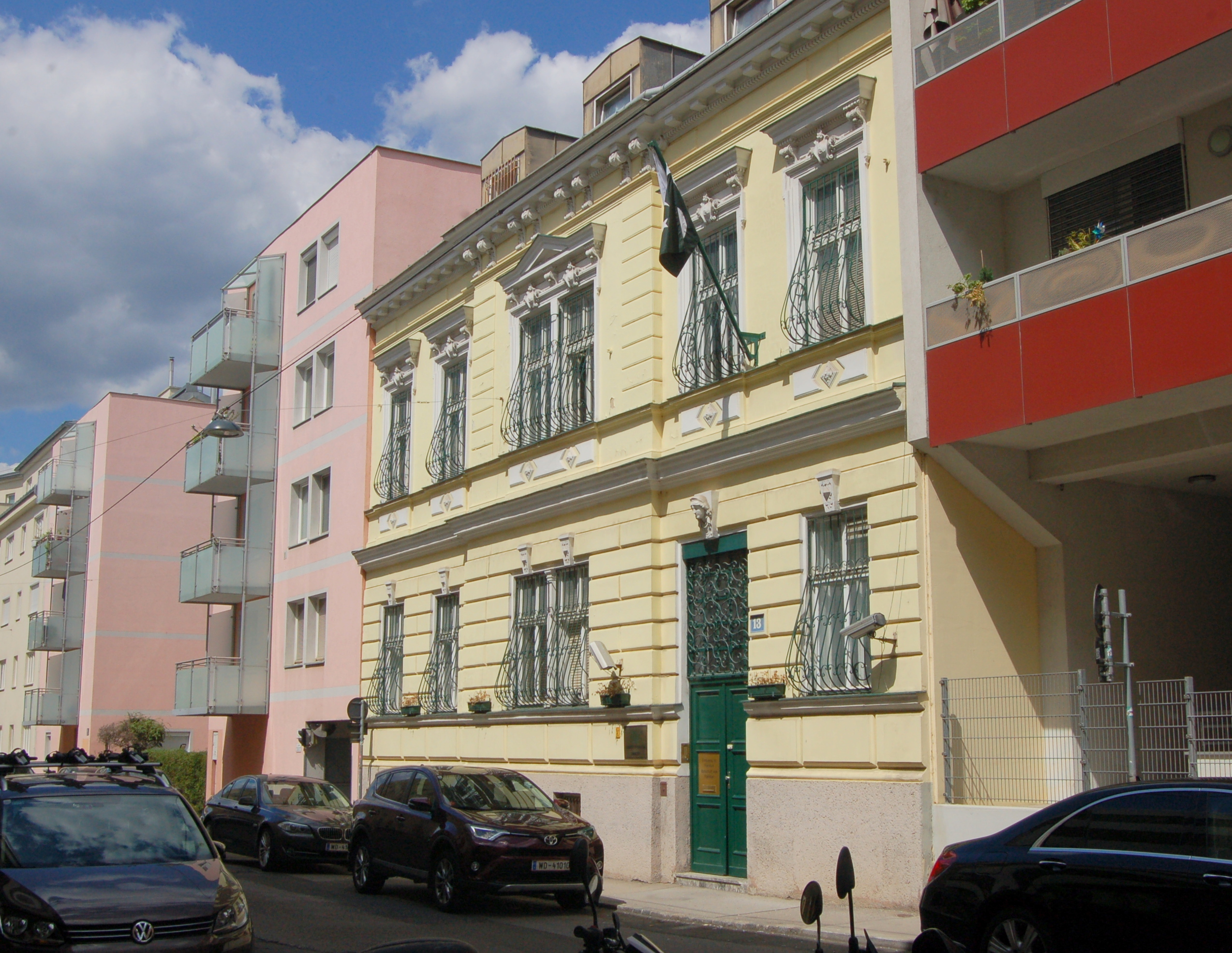
Pakistanische Botschaft (Hofzeile 13)
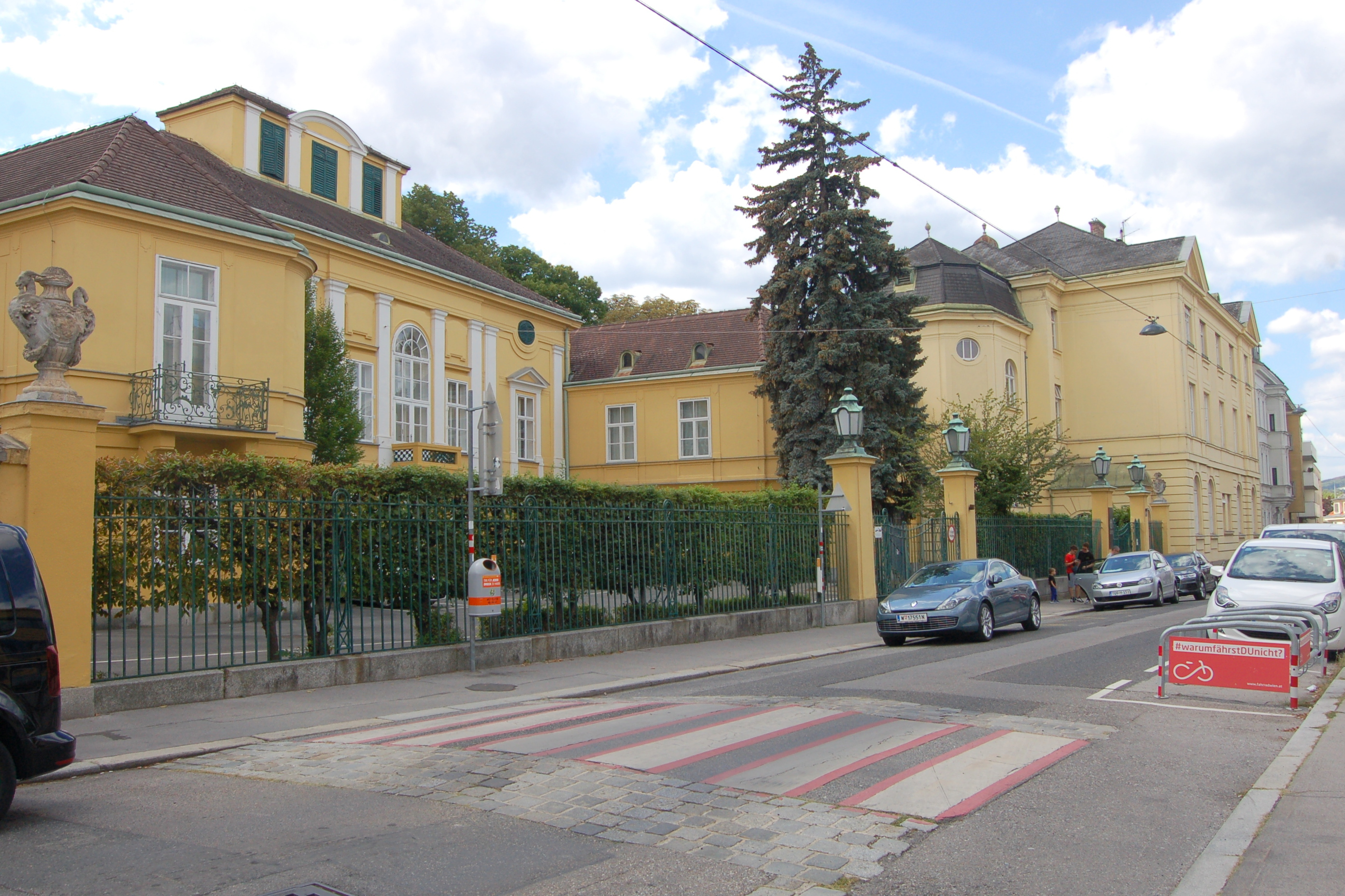
Maria-Theresien-Schlössel (Hofzeile 18–20)
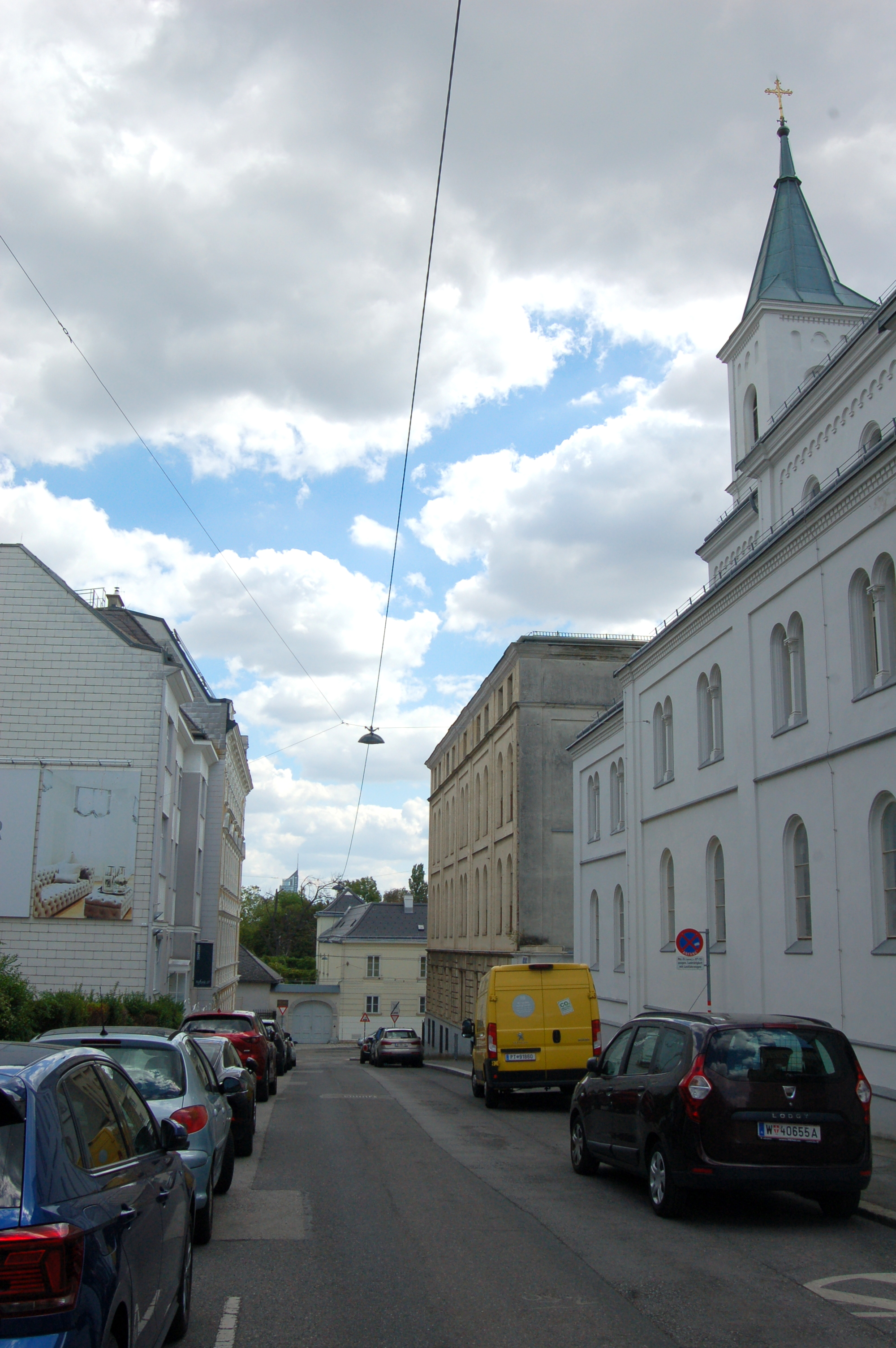
Hofzeile Höhe Kloster der Schwestern vom armen Kinde Jesus
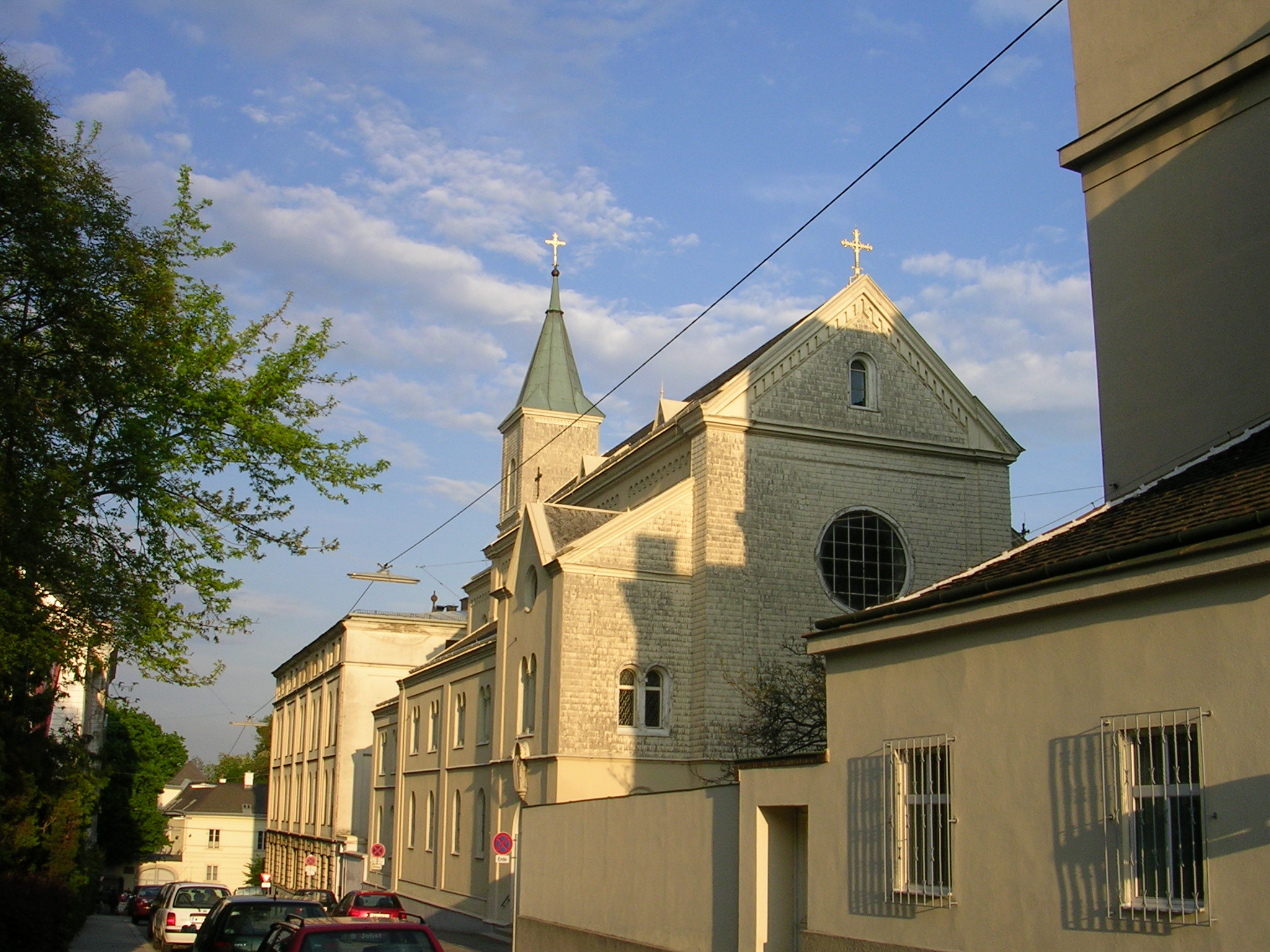
Komplex des Klosters
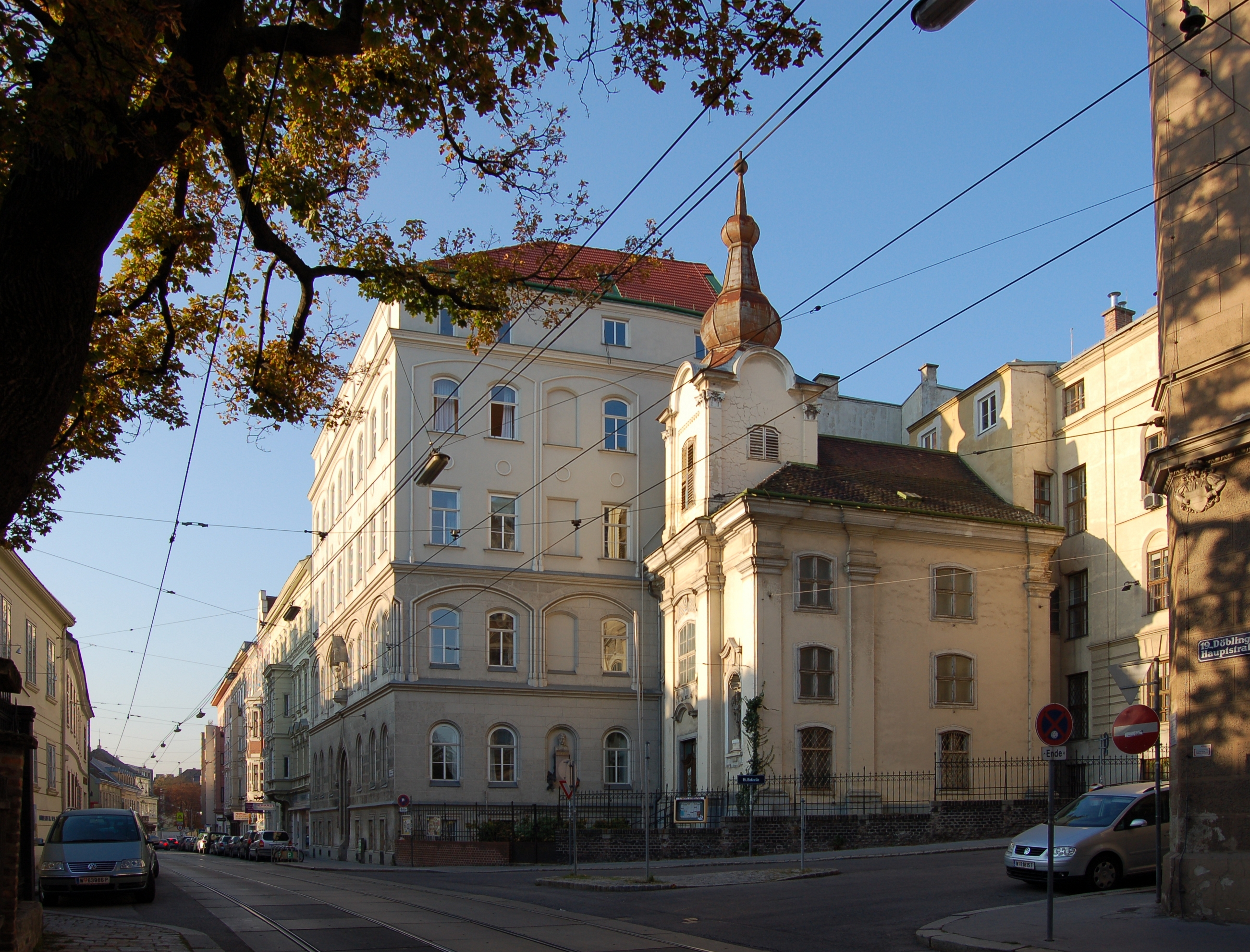
Johannes-Nepomuk-Kapelle am Ende der Hofzeile (Ecke Döblinger Hauptstraße)